# Бражник ліворнський
Бражник ліворнський (Hyles livornica) — вид метеликів з родини бражникових (Sphingidae).

## Поширення
Вид поширений в Африці, Південній Європі, Західній та Центральній Азії, Індії, Китаю. Влітку бродяжні особини трапляються по всій Європі, в Сибіру та Японії.

## Опис
Розмах крил 60-85 мм. Передні крила оливково-коричневі з білими жилками і з білою смужкою від вершини до внутрішнього краю крила. Задні крила рожевого кольору з чорними переднім і заднім краями. На передньоспинці є 2 білі поздовжні смуги. Кінчики вусів — білі. На передній половині черевця чергуються по 3 чорні та білі поперечні смуги.

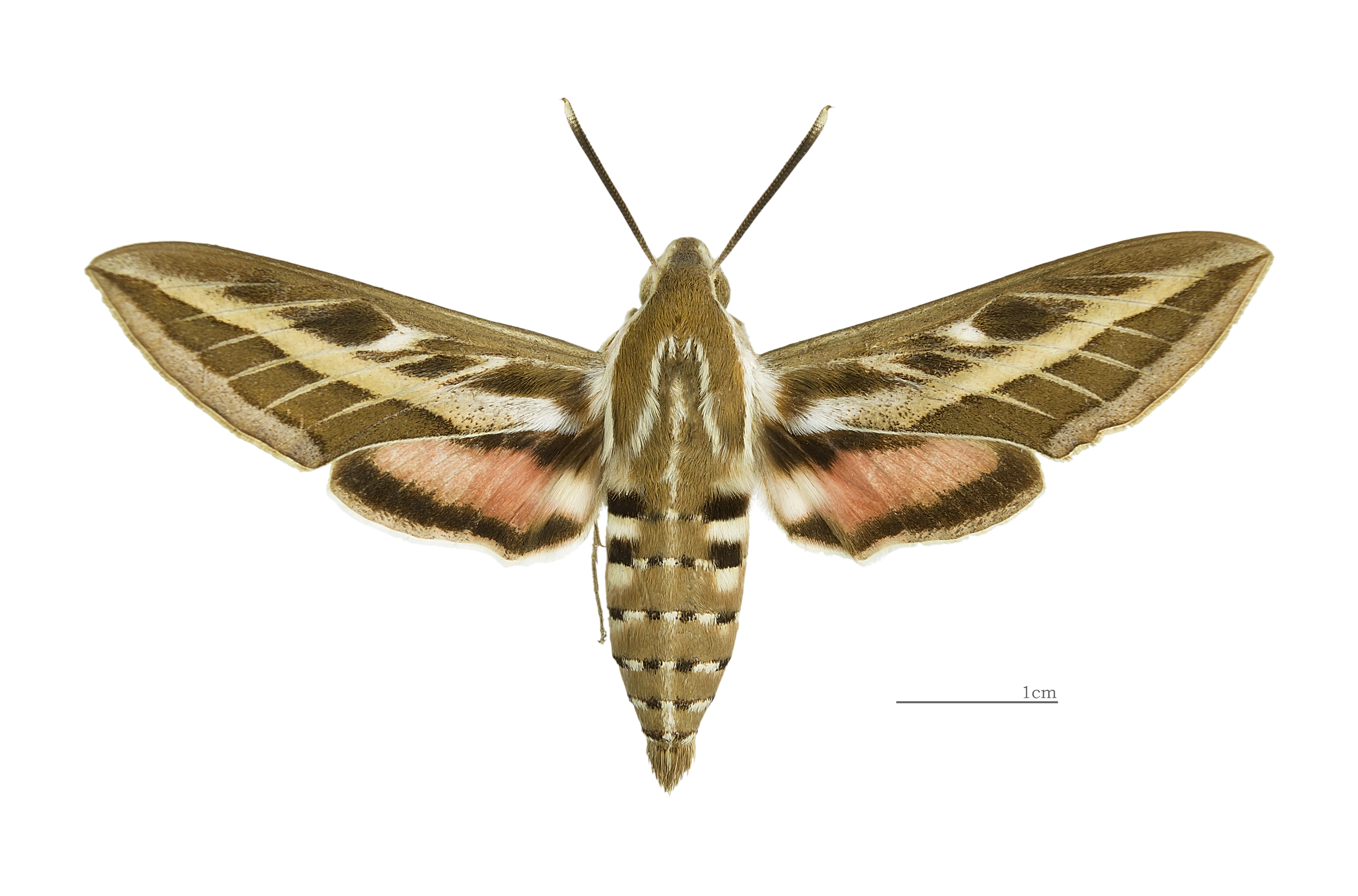
Самець
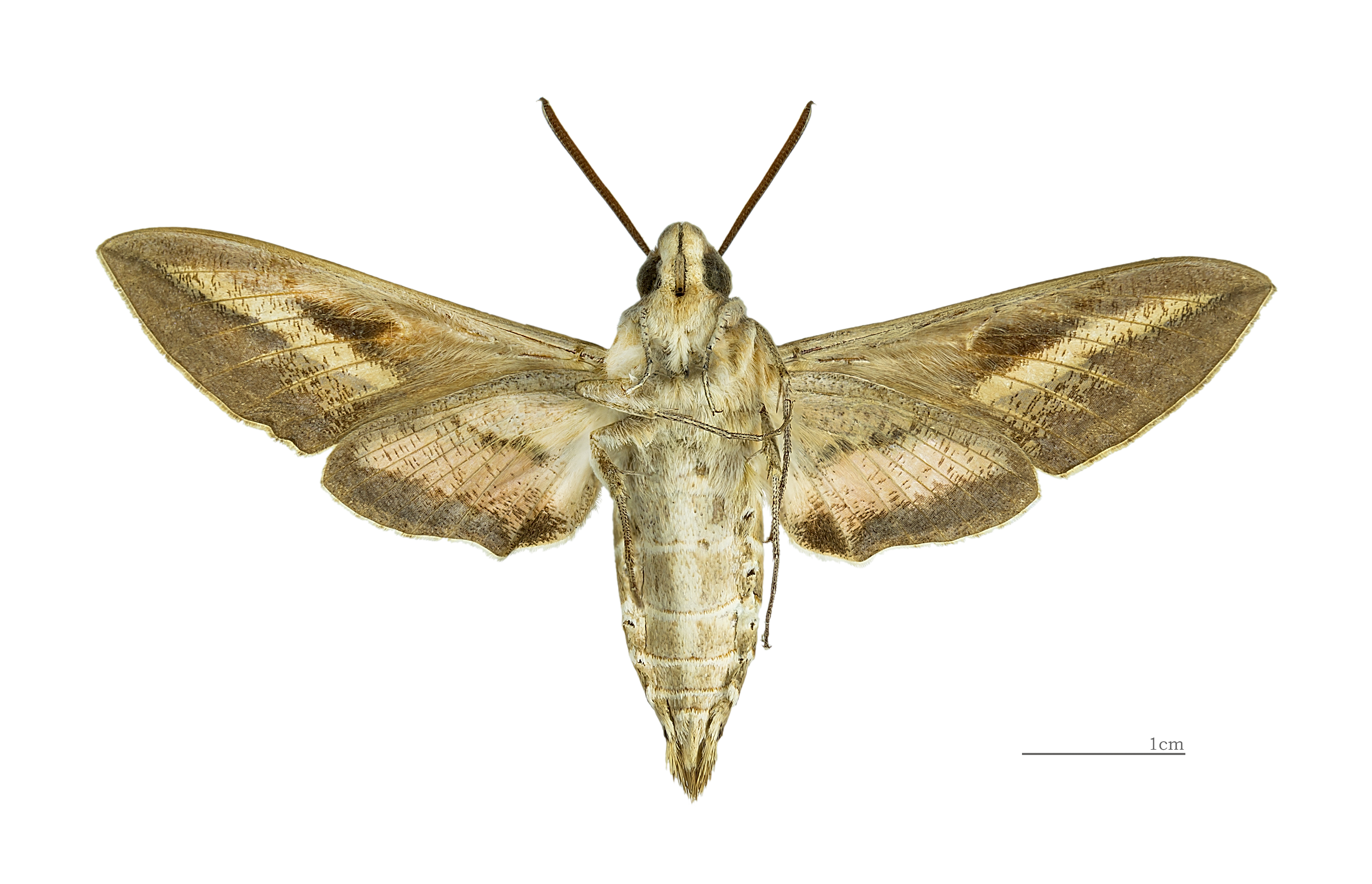
Самець
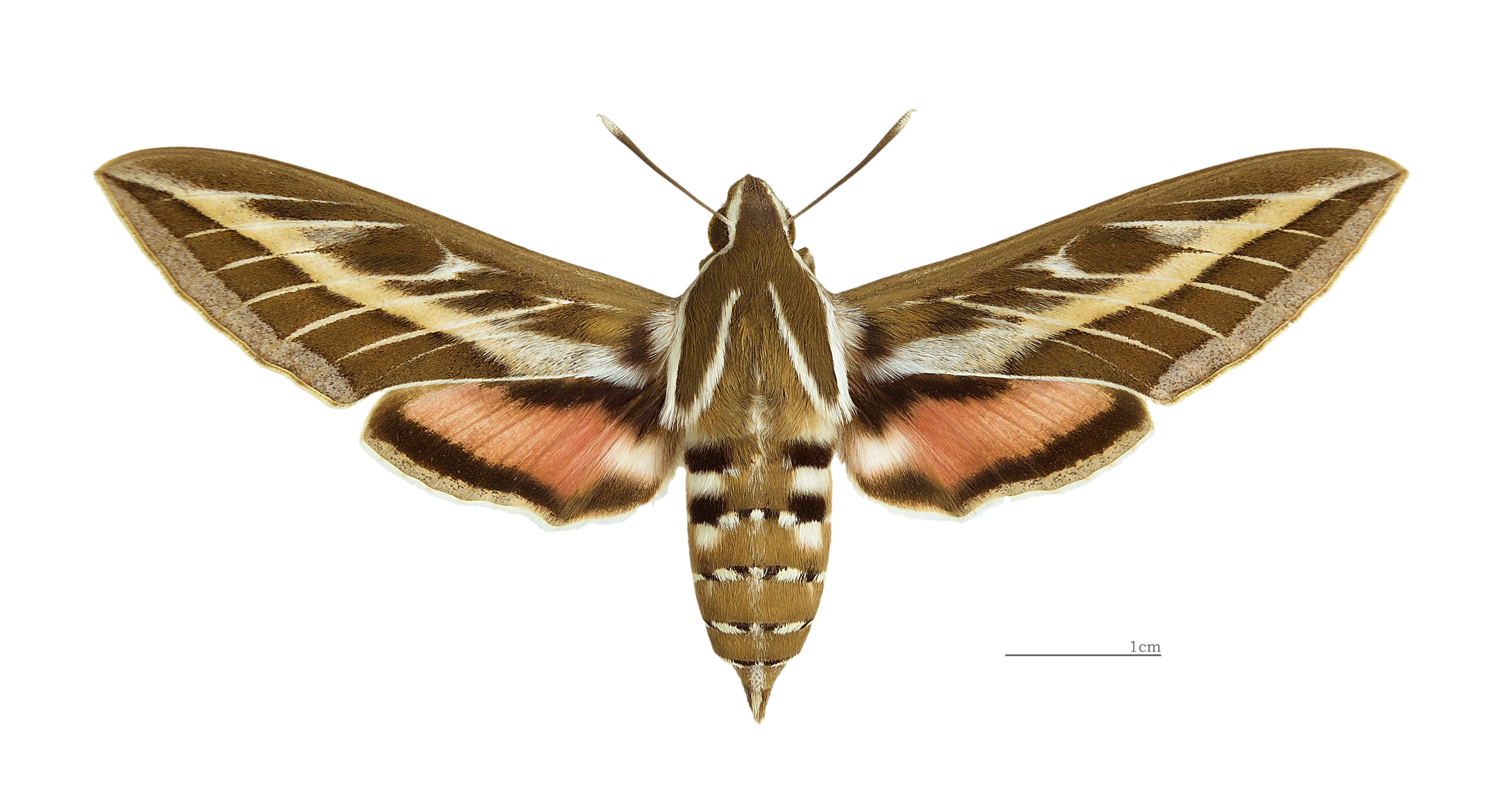
Самиця
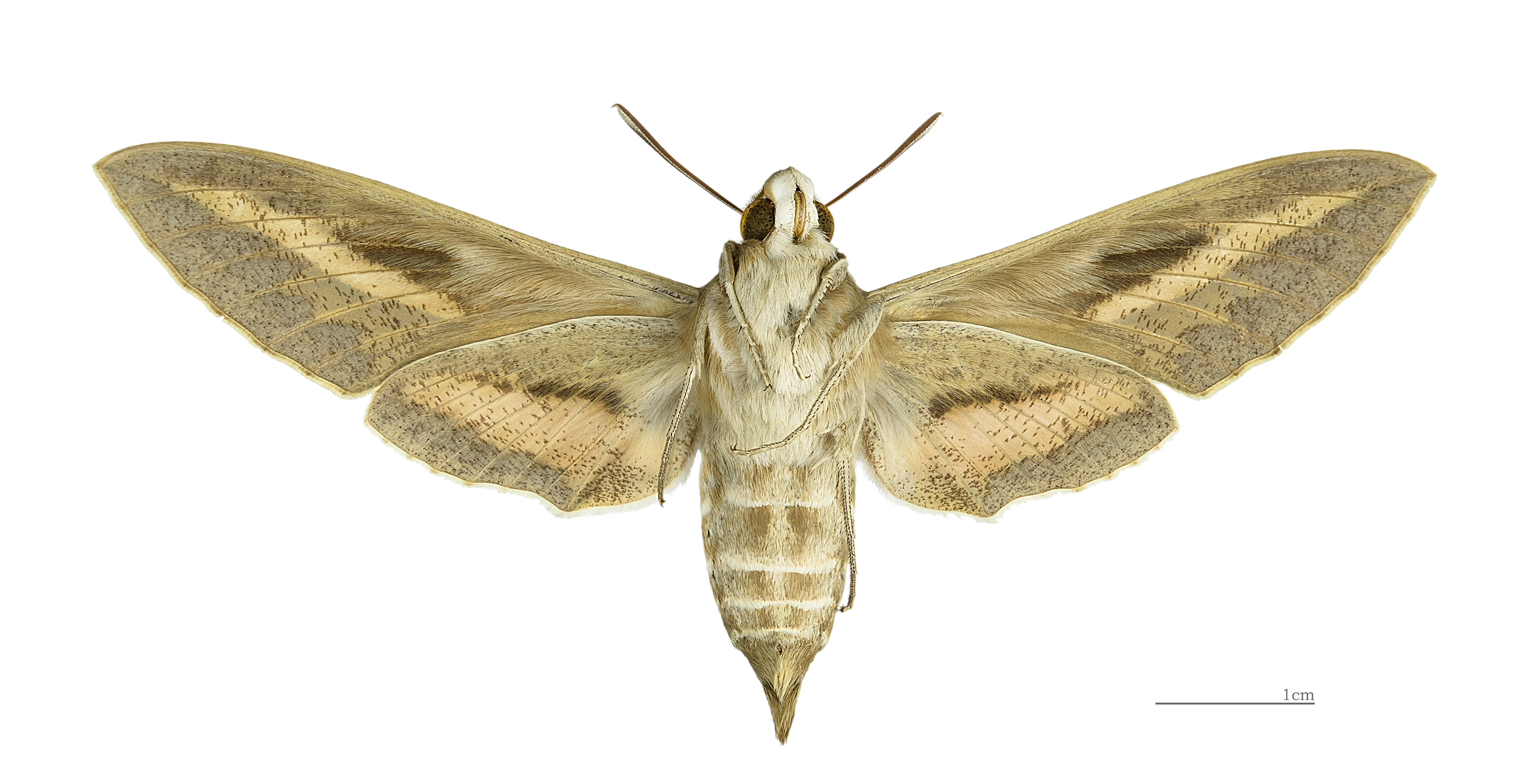
Самиця

## Галерея

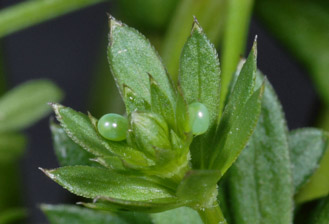
Яйця
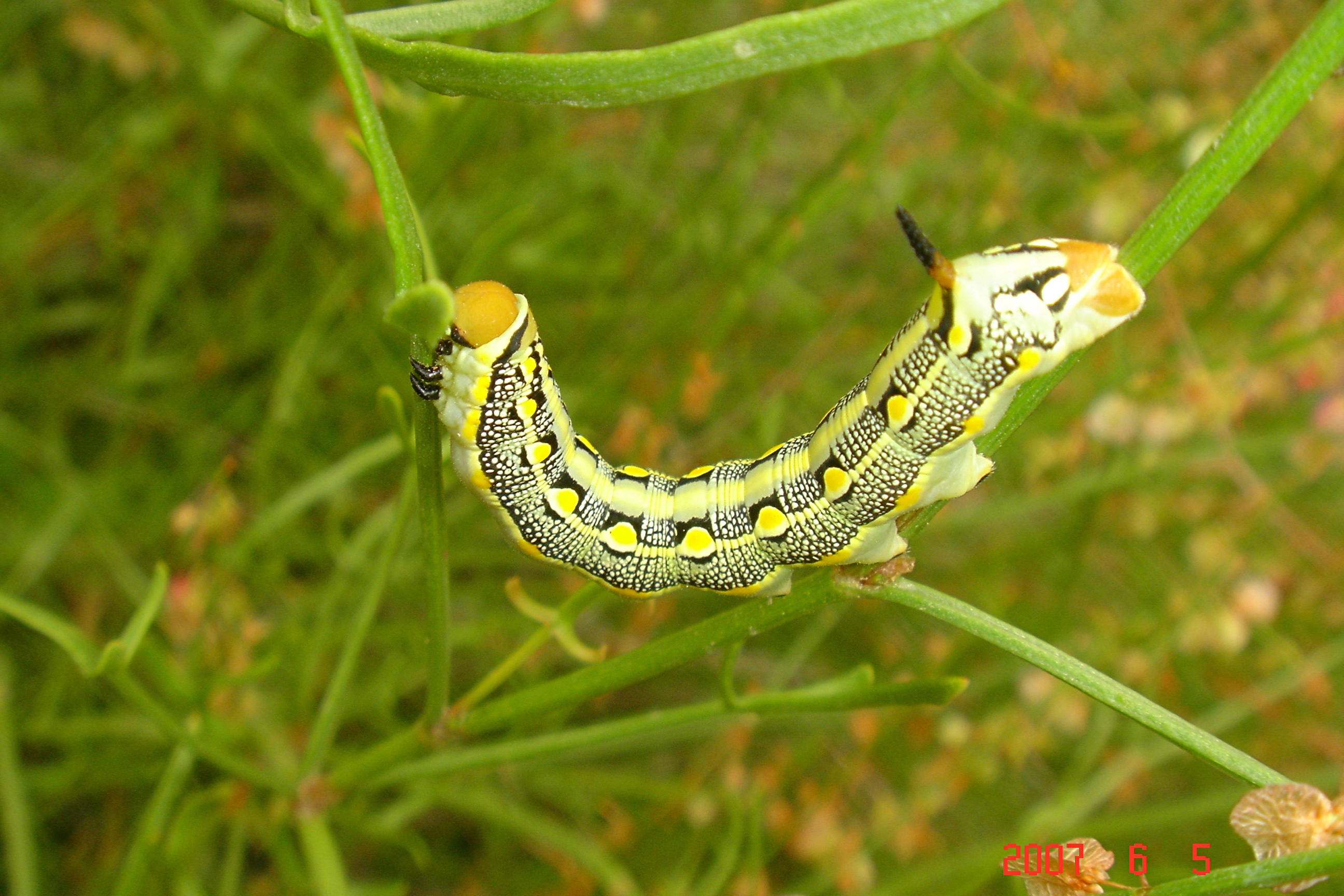
Гусениця
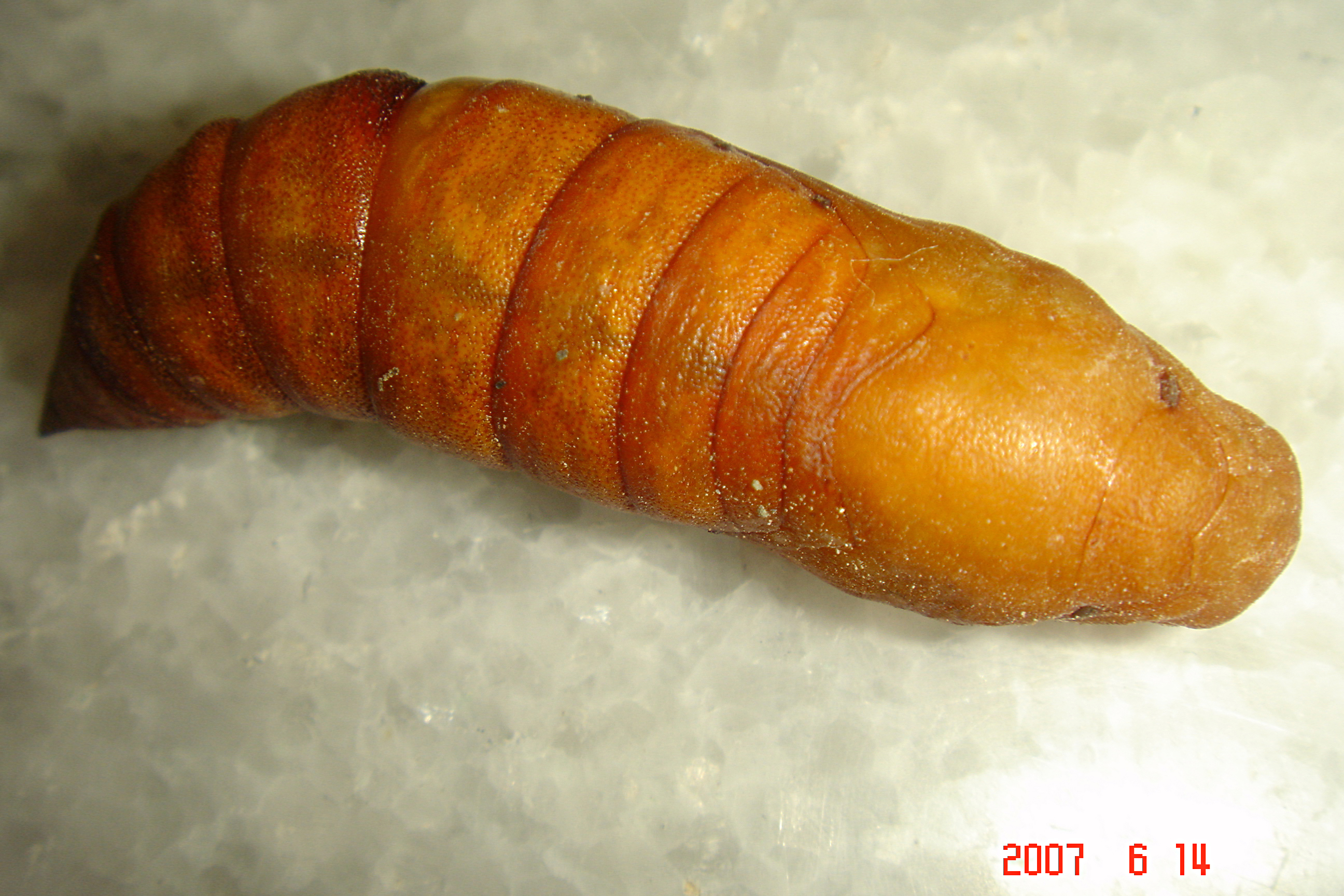
Лялечка
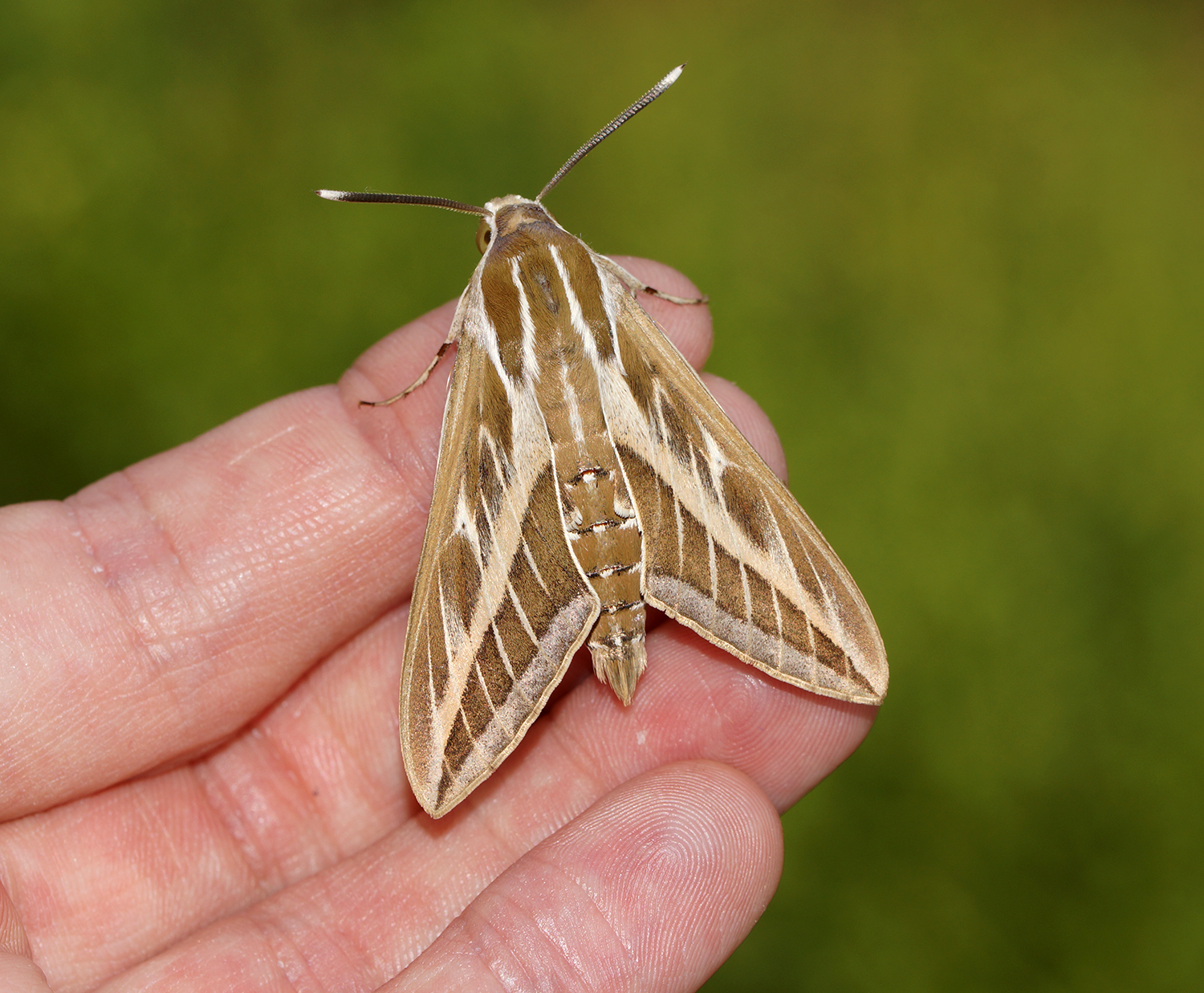
Імаго
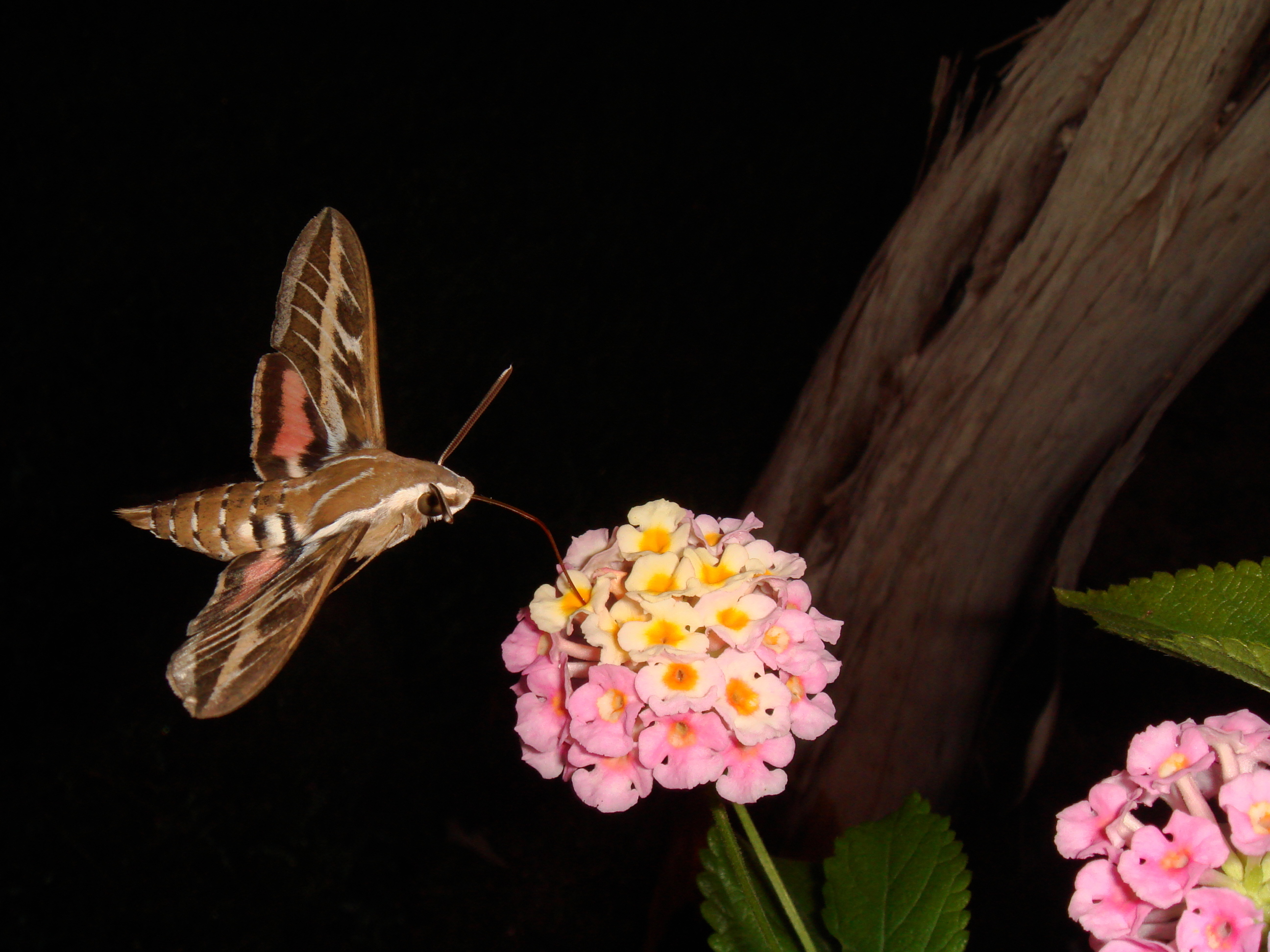
Імаго